# ОФК шампионат у фудбалу за жене 1989.
ОФК првенство за жене 1989. било је треће ОФК првенство у женском фудбалу (познато и као Куп женских нација ОФК-а). Турнир се држао у Бризбејну у Аустралији од 26. марта до 1. априла 1989. На турниру је учествовало пет екипа, а одиграно је укупно једанаест мечева.
Кинески Тајпеј је освојио турнир по други пут пошто је у финалу победио Нови Зеланд са 1 : 0. Меч за треће место између Аустралије и њихове Б-стране је отказан због превелике воде на терену.

## Екипе учеснице
У "курзиву" дебитанти.
| Екипе учеснице                 | Екипе учеснице                 | Екипе учеснице | Екипе учеснице | Екипе учеснице     |
| ------------------------------ | ------------------------------ | -------------- | -------------- | ------------------ |
| Аустралија · (Аустралија грин) | Аустралија · (Аустралија голд) | Кинески Тајпеј | Нови Зеланд    | Папуа Нова Гвинеја |

- Индија се повукла након што је индијска влада одбила да да дозволу тиму да учествује, из разлога да „није била задовољна довољно високим стандардом за такмичење“.".[1]

## Резултати

### Прво коло
| Екипа              | Ута | Поб | Нер | Изг | ГД | ГП | ГР  | Бод | Квалификације           |
| ------------------ | --- | --- | --- | --- | -- | -- | --- | --- | ----------------------- |
| Нови Зеланд        | 4   | 4   | 0   | 0   | 10 | 0  | +10 | 8   | Финална утакмица        |
| Кинески Тајпеј     | 4   | 3   | 0   | 1   | 14 | 3  | +11 | 6   | Финална утакмица        |
| Аустралија         | 4   | 1   | 1   | 2   | 7  | 6  | +1  | 3   | Утакмица за треће место |
| Аустралија B       | 4   | 1   | 1   | 2   | 2  | 6  | −4  | 3   | Утакмица за треће место |
| Папуа Нова Гвинеја | 4   | 0   | 0   | 4   | 1  | 19 | −18 | 0   |                         |

| Аустралија | 0 : 2 | Нови Зеланд                      |
| ---------- | ----- | -------------------------------- |
|            |       | Венди Хендерсон 41’ · Ким Нје ?’ |

| Аустралија Б                        | 2 : 0 | Папуа Нова Гвинеја |
| ----------------------------------- | ----- | ------------------ |
| Анђела Ианота 28’ · Џејн Окли 70+2’ |       |                    |

| Кинески Тајпеј                                                   | 6 : 1 | Папуа Нова Гвинеја |
| ---------------------------------------------------------------- | ----- | ------------------ |
| Хси Су-чен 2’, ?’ · Хуанг Ју-чуан 8’, 18’, ?’ · Че Хсиу-фанг 47’ |       | Џералдин Ека 19’   |

| Аустралија | 0 : 0 | Аустралија Б |
| ---------- | ----- | ------------ |
|            |       |              |

| Нови Зеланд        | 1 : 0 | Кинески Тајпеј |
| ------------------ | ----- | -------------- |
| Аманда Крафорд 28’ |       |                |

| Аустралија                                                        | 6 : 0 | Папуа Нова Гвинеја |
| ----------------------------------------------------------------- | ----- | ------------------ |
| Џанин Ридингтон ?’, ?’, ?’ · Керол Винсон ?’, ?’ · Лин Престли ?’ |       |                    |

| Нови Зеланд                                                        | 5 : 0 | Папуа Нова Гвинеја |
| ------------------------------------------------------------------ | ----- | ------------------ |
| Аманда Крафорд ?’, ?’, ?’ · Џулија Кемпбел ?’ · Венди Хендерсон ?’ |       |                    |

| Аустралија | 0 : 4 | Кинески Тајпеј                                             |
| ---------- | ----- | ---------------------------------------------------------- |
|            |       | Хуанг Ју-чуан 10’, 31’ · Хсих Су-чен 63’ · Чен Јуех-меи ?’ |

| Аустралија          | 1 : 4 | Кинески Тајпеј                                         |
| ------------------- | ----- | ------------------------------------------------------ |
| Џанин Ридингтон 59’ |       | Хуанг Ју-чуан 42’, 48’, 51’ · Јен Чун-меи 70+1’ (пен.) |

| Аустралија Б | 0 : 2 | Нови Зеланд                          |
| ------------ | ----- | ------------------------------------ |
|              |       | Аманда Крафорд 38’ · Дебора Пулен ?’ |

### Утакмица за треће место
| Аустралија | н/п | Аустралија Б |
| ---------- | --- | ------------ |
|            |     |              |

### Финална утакмица
| Кинески Тајпеј    | 1 : 0 | Нови Зеланд |
| ----------------- | ----- | ----------- |
| Хуанг Ју-чуан 51’ |       |             |

### Финална табела
| Екипа              | Ута | Поб | Нер | Изг | ГД | ГП | ГР  | Бод |
| ------------------ | --- | --- | --- | --- | -- | -- | --- | --- |
| Кинески Тајпеј     | 5   | 4   | 0   | 1   | 15 | 3  | +12 | 8   |
| Нови Зеланд        | 5   | 4   | 0   | 1   | 10 | 1  | +9  | 8   |
| Аустралија         | 4   | 1   | 1   | 2   | 7  | 6  | +1  | 3   |
| Аустралија Б       | 4   | 1   | 1   | 2   | 2  | 6  | −4  | 3   |
| Папуа Нова Гвинеја | 4   | 0   | 0   | 4   | 1  | 19 | −18 | 0   |